# Ryder Buttress
Ryder Buttress ist ein markanter, kliffartiger und 294 m hoher Berg auf der Adelaide-Insel westlich Antarktischen Halbinsel. Er ragt südwestlich des Reptile Ridge am Nordostufer der Ryder Bay auf.
Das UK Antarctic Place-Names Committee benannte ihn 2005 in Anlehnung an die Benennung der gleichnamigen Bucht. Deren Namensgeber ist Charles Dudley Ryder (1902–1940), zweiter Maat auf der Penola während der British Graham Land Expedition (1934–1937) unter der Leitung des australischen Polarforschers John Rymill.